# Glavacioc, Argeș
Glavacioc este un sat în comuna Ștefan cel Mare din județul Argeș, Muntenia, România. Mănăstirea Glavacioc datează din secolul XV.

## Etimologie
Denumirea satului Glavacioc își are originea în două legende. Prima spune că „în vremurile grele din trecut, un ciocoi era fugărit de o ceată de turci, în final acesta fiind prins în mlaștinile pârâului, unde i s-a tăiat glava”. De la cuvântul „glava” așezarea în cauză a primit numele de „Glavacioc”.
O a doua evidențiază faptul că mamelonul pe care este construită așezarea Glavacioc are o formă de cap, curioasă pentru formele de relief din jur. Se spune că este posibil să fi fost construit special acest mamelon. De la această formă de cap de om și-a tras și denumirea de „Glavacioc”.

## Istoric
În perioada interbelică, comuna Glavacioc a fost reședința plășii cu același nume, Glavacioc, a județului Vlașca interbelic.